# Aquilegia oxysepala
Aquilegia oxysepala là một loài thực vật có hoa trong họ Mao lương. Loài này được Trautv. & C.A.Mey. mô tả khoa học đầu tiên năm 1856.

## Hình ảnh

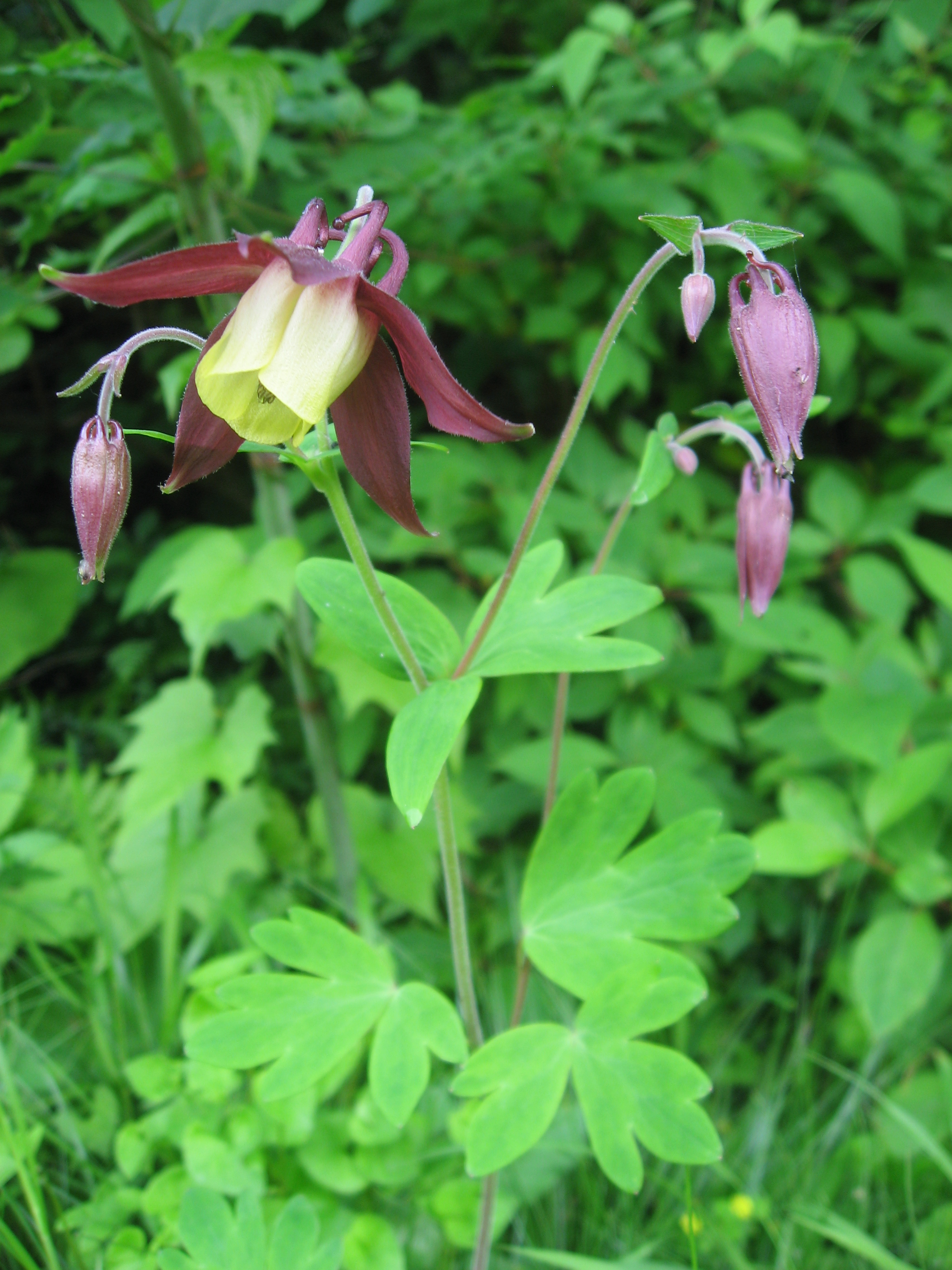